# Discografia dei Beartooth
La discografia dei Beartooth, gruppo musicale del cantautore statunitense Caleb Shomo in attività dal 2012, si compone di quattro album in studio, un album dal vivo, due EP e diciassette singoli.

## Album

### Album in studio
| Anno | Titolo | Classifiche | Classifiche | Classifiche | Classifiche | Classifiche | Classifiche | Classifiche | Classifiche |
| Anno | Titolo | USA         | USA Indie   | USA Rock    | AUS         | CAN         | DEU         | UK          | UK Rock     |
| ---- | --- | ----------- | ----------- | ----------- | ----------- | ----------- | ----------- | ----------- | ----------- |
| 2014 | Disgusting - Pubblicato: 10 giugno - Etichetta: Red Bull Records, UNFD - Formato: CD, LP, download digitale     | 48          | 13          | 19          | —           | —           | 80          | —           | 20          |
| 2016 | Aggressive - Pubblicato: 3 giugno - Etichetta: Red Bull Records, UNFD - Formato: CD, LP, download digitale      | 25          | 2           | 4           | 18          | 28          | —           | 35          | 2           |
| 2018 | Disease - Pubblicato: 28 settembre - Etichetta: Red Bull Records, UNFD - Formato: CD, LP, MC, download digitale | 40          | 1           | 5           | 66          | 83          | 49          | 55          | 3           |
| 2021 | Below - Pubblicato: 25 giugno - Etichetta: Red Bull Records, UNFD - Formato: CD, LP, download digitale          | —           | —           | —           | —           | —           | —           | —           | —           |
| 2023 | The Surface - Pubblicato: 13 ottobre - Etichetta: Red Bull Records, UNFD - Formato: CD, LP, download digitale   | —           | —           | —           | —           | —           | —           | —           | —           |

### Album dal vivo
| Anno | Titolo |
| ---- | --- |
| 2016 | Live from Download Festival Paris 2016 - Pubblicato: 11 novembre - Etichetta: Red Bull Records - Formato: download digitale |

## Extended play
| Anno | Titolo |
| ---- | --- |
| 2013 | Sick - Pubblicato: 26 luglio - Etichetta: Red Bull Records - Formato: CD, download digitale                          |
| 2019 | The Blackbird Session - Pubblicato: 13 settembre - Etichetta: Red Bull Records - Formato: 45 giri, download digitale |

## Singoli
| Anno | Titolo           | Classifiche | Classifiche         | Album di provenienza |
| Anno | Titolo           | USA Rock    | USA Mainstream Rock | Album di provenienza |
| ---- | ---------------- | ----------- | ------------------- | -------------------- |
| 2013 | I Have a Problem | —           | —                   | Sick                 |
| 2014 | Beaten In Lips   | —           | 33                  | Disgusting           |
| 2014 | The Lines        | —           | —                   | Disgusting           |
| 2015 | In Between       | —           | 20                  | Disgusting           |
| 2016 | Aggressive       | —           | 35                  | Aggressive           |
| 2016 | Always Dead      | —           | —                   | Aggressive           |
| 2016 | Loser            | —           | —                   | Aggressive           |
| 2016 | Hated            | 36          | 6                   | Aggressive           |
| 2017 | Sick of Me       | —           | 16                  | Aggressive           |
| 2018 | Bad Listener     | —           | —                   | Disease              |
| 2018 | Disease          | 35          | 9                   |                      |
| 2018 | You Never Know   | —           | 26                  |                      |
| 2019 | B-Sides          | —           | —                   | /                    |
| 2019 | Afterall         | —           | —                   | Disease              |
| 2021 | Devastation      | —           | 22                  | Below                |
| 2021 | The Past Is Dead | —           | —                   | Below                |
| 2021 | Hell of It       | —           | —                   | Below                |
| 2020 | Riptide          | —           | —                   | —                    |

## Video musicali
| Anno | Titolo                  | Regista            |
| ---- | ----------------------- | ------------------ |
| 2013 | I Have a Problem (Live) | Mark C. Eshleman   |
| 2013 | I Have a Problem        | Mark C. Eshleman   |
| 2013 | Pick Your Poison        | Johnny Hochstetler |
| 2013 | Go Be the Voice         | DJay Brawner       |
| 2014 | Dead                    | Johnny Hochstetler |
| 2014 | Beaten In Lips          | Drew Russ          |
| 2014 | The Lines               | Drew Russ          |
| 2014 | Body Bag                | Johnny Hochstetler |
| 2015 | In Between              | Drew Russ          |
| 2016 | Aggressive              | Drew Russ          |
| 2016 | Hated                   | Jeb Hardwick       |
| 2017 | Sick of Me              | Marc Klasfeld      |
| 2018 | Disease                 | Drew Russ          |
| 2019 | You Never Know          | Wyatt Clough       |
| 2019 | Afterall                | Wyatt Clough       |
| 2021 | The Past Is Dead        | Wyatt Clough       |
| 2021 | Devastation             | Wyatt Clough       |